# Долњи Лакош
Долњи Лакош (словен. Dolnji Lakoš, мађ. Alsólakos) је насељено место у општини Лендава, Помурска регија, Словенија.

## Историја
До територијалне реорганизације у Словенији био је у саставу старе општине Лендава.

## Становништво
У попису становништва из 2011. године, Долњи Лакош је имао 273 становника.
| Број становника према пописима | Број становника према пописима | Број становника према пописима |
| ------------------------------ | ------------------------------ | ------------------------------ |
| 1991                           | 2002                           | 2011                           |
| 289                            | 243                            | 273                            |